# Amietophrynus danielae
Amietophrynus danielae е вид земноводно от семейство Крастави жаби (Bufonidae).

## Разпространение
Видът е разпространен в Кот д'Ивоар.